# Wohn- und Wirtschaftsgebäude Am Weserdeich 1
Das Wohn- und Wirtschaftsgebäude Am Weserdeich 1 im niedersächsischen Elsfleth-Lienen, Bauerschaft Oberhammelwarden an der Weser, im Landkreis Wesermarsch, stammt vom 19. Jahrhundert.

Aktuell (2023) wird es als Wohnhaus und gewerblich genutzt.
Das Gebäude steht unter Denkmalschutz (siehe auch Liste der Baudenkmale in Elsfleth).

## Geschichte
Das eingeschossige giebelständige Wohn- und Wirtschaftsgebäude als Zweiständer-Hallenhaus mit Backsteinaußenmauern in Fachwerk mit Steinausfachungen, mit Krüppelwalmdach, Niedersachsengiebeln und Uhlenloch sowie der Grooten Door mit Korbbogen stammt von 1832 (Inschrift). Am rechten nördlichen Wirtschaftsgiebel wurde ein traufständiger jüngerer Stallflügel in Backstein mit Krüppelwalmdach und mit hölzernem Zwerchhaus für eine Ladeluke angebaut.
Auf dem baumbestandenen Grundstück steht das Gebäude auf einer Wurt.
Das Landesdenkmalamt befand: „… geschichtliche Bedeutung … als beispielhaftes Backsteinhallenhaus der 1. Hälfte des 19. Jhs.“